# Ron Blaauw (restaurant)
Ron Blaauw was een restaurant gevestigd in Amsterdam, Nederland. Het restaurant had één Michelinster in 2004 en 2005 en twee sterren in de periode 2006-2013.
Chef-kok van Ron Blaauw was Ron Blaauw.
Het restaurant was oorspronkelijk gehuisvest in Ouderkerk aan de Amstel. Het verhuisde in 2011 naar Amsterdam.
Op 27 maart 2013 kondigde Ron Blaauw aan dat hij het gelijknamige restaurant zou sluiten op 30 maart en een nieuw restaurant genaamd Ron Gastrobar zou openen in hetzelfde pand.